# Jurenzás
Jurenzás (llamada oficialmente San Pedro de Xurenzás) es una parroquia y un lugar español del municipio de Boborás, en la provincia de Orense, Galicia.

## Toponimia
La parroquia también es conocida por el nombre de San Pedro de Jurenzas.

## Organización territorial
La parroquia está formada por siete entidades de población:
- Balboa (Valboa)
- Ensalde
- Igresario (O Igrexario)
- Xurenzás
- Prado (O Prado)
- Ponte Nova (A Ponte Nova)
- Ventosa

## Demografía

### Parroquia
| Gráfica de evolución demográfica de Jurenzás (parroquia) entre 2000 y 2022 |
|                                                                            |
| Datos según el nomenclátor publicado por el INE.                           |

### Lugar
| Gráfica de evolución demográfica de Xurenzás (lugar) entre 2000 y 2022 |
|                                                                        |
| Datos según el nomenclátor publicado por el INE.                       |